# Trauma Records
Trauma Records foi uma gravadora, fundada em 1993 por Paul Palmer e Rob Kahne, sediada em Los Angeles, EUA .